# Гаухаршад бегим
Гаухаршад бегим, (узб. Gavxarshod begim, گوهرشاد بگيم, Гавхаршод бегим), (1379—1457) (перс. گوهرشاد‎ — Gowhar š ād, альтернативное правописание: Gawharshād), была представительницей тюркской аристократии и женой правившего в Герате тимурида Шахруха, младшего сына эмира Тимура.

## Биография
Значение имени «Радостный изумруд» или «Яркий изумруд» на персидском языке.
Была дочерью Гиас ад-Дин Тархана, важного и влиятельного представителя знати того времени. Он происходил из тюркского племени кишлик. Звание тархан было дано семье лично Тамерланом. Стала женой Шахруха и матерью шестерых детей. В числе её сыновей были: знаменитый астроном Улугбек и основатель академии художеств в Герате Гияс ад-Дин Байсонкур ибн Шахрух (также Байсунгур-мирза). Кроме них у неё был сын Мухаммад Джуки и три дочери.
Гаухаршад играла важную роль в истории Тимуридов. Она и её муж своим щедрым патронажем искусств привлекали ко двору известных художников, архитекторов, философов и поэтов. В эту эпоху в Герате жил выдающийся персидско-таджикский поэт Абдурахман Джами. 
По приказу Гаухаршад бегим был построен архитектурный комплекс в Герате, включавший в себя мечеть, медресе и мавзолей.
После смерти своего мужа в 1447 году Гавхаршад привела к власти одного из своих внуков. Еще в течение десяти лет она продолжала играть большую роль в политике империи, простиравшейся от Тигра и до границ Китая. 
Гаухаршад была казнена 19 июля 1457, тогда ей было уже за 80, по приказу султана Абу Саида.
Могила Гаухаршад бегим расположена рядом с медресе, который она построила, и от которого до сего дня остались лишь минареты.

## Память
У Гавхаршад была своя мечеть («Мечеть Гаухаршад»), построенная в 1418 в Мешхеде.
Женский университет в Кабуле, открытый в 2003, назван в честь Гавхаршад.

## Галерея
- Мавзолей Гаухаршад бегим в Герате
- Мечеть Гаухаршад бегим в Мешхеде
- Ахангар, могила сестры Гаухаршад Гаухар-Тадж — пример памятника эпохи Тимуридов